# 4.3.2.1
4.3.2.1, es una película de thriller británica dirigida por Noel Clarke y Mark Davis, estrenada el 2 de junio de 2010. 

## Sinopsis
Esta es la historia de cuatro amigas: Shannon (Ophelia Lovibond), Cassandra (Tamsin Egerton), Jo (Emma Roberts) y Kerrys (Shanika Warren-Markland). Un día, las cuatro amigas se reúnen en un bar, en el mismo bar en el que Dillon y Smoothy (encarnados por Adam Deacon y Bashy respectivamente) son perseguidos por la policía por tráfico de drogas. En ese momento, Dillon guarda un diminuto diamante robado en el bolso de Cassandra. En un principio, la historia se centra en Shannon quien se entera de que su madre la ha abandonado definitivamente, dejándola con su deprimido padre. En busca de consuelo, va a una tienda de 24 horas donde trabaja Jo. Ésta como esta ocupada, no le hace caso, por lo que Shannon se enfada y se lleva un paquete de Pringles de la tienda. Después, empieza a hacer unos grafitis, pero ello la pone en peligro de ser violada. Por suerte, una mujer la rescata y la lleva a su piso para que se arregle. Desgraciadamente, la mujer tampoco es de confianza, ya que anda buscando el paquete de Pringles que Shannon había robado de la tienda. Tras una pelea, consigue escapar y, en ese momento, descubre que el paquete de Pringles esconde 14 diamantes robados. Finalmente, se ve como una desesperada Shannon se sube a un puente, lo que sugiere un intento de suicidarse. En segundo lugar, nos encontramos con la historia de Cassandra. Cassandra viaja a Nueva York para buscarse un tutor de piano a toda costa. Aun así, aprovecha el viaje para conocer a un chico de internet del que se había enamorado. Pero las cosas no salen como ella se las imaginaba. En tercer lugar, tenemos la situación de Kerrys. Sobre todo cuenta la relación que tiene con su novia y como las dos se van a la casa de Cassandra. A ellas se les une su hermano, quien las deja encerradas en una habitación secreta. En ese momento, aparece Dillon y Smoothy pidiendo que deje los diamantes en casa de Cassandra. Finalmente, nos queda Jo. El padrastro de Jo sufre de un accidente, por lo que Jo acaba encargándose de ser la que lleve el dinero a casa, trabajando en el 24 horas. Allí, conoce a Tee, otro de los implicados en el robo de los diamantes. En la tienda, Tee pretende hacer el cambio de los diamantes por el dinero, pero la cosa se complica, por lo que Tee ve su seguridad comprometida. Las cuatro amigas se reúnen y planean la devolución de los diamantes y un viaje conjunto a Nueva York, un viaje que puede ser peligroso.

## Reparto
| Actor                   | Personaje      |
| ----------------------- | -------------- |
| Ophelia Lovibond        | Shannon        |
| Emma Roberts            | Joanne (Jo)    |
| Tamsin Egerton          | Cassandra      |
| Shanika Warren-Markland | Kerrys         |
| Freddie Stroma          | Brett falso    |
| Adam Deacon             | Dillon         |
| Ashley "Bashy" Thomas   | Smoothy        |
| Noel Clarke             | Terrence (Tee) |
| Linzey Cocker           | Gwen           |
| Jacob Anderson          | Angelo         |
| Michelle Ryan           | Kelly          |
| Ben Miller              | Mr Philips     |
| Susannah Fielding       | Jas            |
| Kevin Smith             | Big Larry      |
| Eve                     | Latisha        |
| Mandy Patinkin          | Jago Larofsky  |
| Plan B                  | Terry          |
| Alex Yarde              |                |

## Banda sonora
| Pista | Título                                  | Interprete                                              |
| ----- | --------------------------------------- | ------------------------------------------------------- |
| 1     | "Keep Moving"                           | Adam Deacon & Bashy featuring Paloma Faith              |
| 2     | "No Bullshit"                           | Bodyrox                                                 |
| 3     | "When I'm Alone"                        | Lissie                                                  |
| 4     | "Ya Get Me" (Movie Snippet)             | Adam Deacon                                             |
| 5     | "On This Ting"                          | Adam Deacon                                             |
| 6     | "A Different Light"                     | Kerry Leatham                                           |
| 7     | "Bend Over" (Movie Snippet)             | Kevin Smith & Tamsin Egerton                            |
| 8     | "Better Days" (Revox)                   | Speech Debelle featuring Micachu, Wiley and Incredubwoy |
| 9     | "I Wanna Party"                         | Mz Bratt                                                |
| 10    | "Don't Look Back"                       | The Union Exchange                                      |
| 11    | "Go Home"                               | Eliza Doolittle                                         |
| 12    | "Do You Fancy Me?" (Bluff)              | Kerry Leatham                                           |
| 13    | "No Significance"                       | Davinche featuring Henriette Bond                       |
| 14    | "Drunk Girls"                           | Stefan Abingdon                                         |
| 15    | "Paradox"                               | WKB featuring Myles Sanko                               |
| 16    | "DanceFloor"                            | Davinche                                                |
| 17    | "This Year"                             | Mz Bratt featuring Griminal                             |
| 18    | "Forever"                               | Ashley Walters                                          |
| 19    | "She's A Gangsta"                       | Bashy featuring Zalon                                   |
| 20    | "You Took My Shopping" (Movie Snippet)  | Tamsin Egerton                                          |
| 21    | "Typical Actor"                         | Adam Deacon                                             |
| 22    | "Pretty Young Things"                   | Bodyrox                                                 |
| 23    | "My Size Kid"                           | Adam Deacon                                             |
| 24    | "Strangely Sexy Though" (Movie Snippet) | Emma Roberts                                            |